# Liste des aéroports canadiens par indicateur d'emplacement : CK
Cette liste d'aéroports reprend l'ordre alphabétique suivi par le « TC LID ». Le « TC LID » est le « lieu d'identification » donné par Transports Canada, représentant le nom et le lieu d'un aéroport. C'est une aide de direction pour aider la circulation aérienne, les télécommunications et les programmes d'ordinateur.
Le format des entrées sont:
- Lieu d'identification (TC LID) - IATA - Nom de l'aéroport (nom alternatif) - Communauté de l'aéroport - Province

Les aéroports du Réseau national des aéroports sont en caractères gras.

## CA -Canada- CAN[1],[2]
| TC LID | IATA | Nom de l'aéroport                                    | Communauté                   | Province                  |
| ------ | ---- | ---------------------------------------------------- | ---------------------------- | ------------------------- |
| CKA3   |      | Hydroaérodrome Leaf Rapids                           | Leaf Rapids                  | Manitoba                  |
| CKA4   |      | Aéroport Zhoda                                       | Zhoda                        | Manitoba                  |
| CKA6   |      | Hydroaérodrome Sioux Lookout                         | Sioux Lookout                | Ontario                   |
| CKA8   |      | Aéroport St. François Xavier                         | St. François Xavier          | Manitoba                  |
| CKA9   |      | Aérodrome Southend                                   | Southend                     | Saskatchewan              |
| CKB2   |      | Aéroport Patuanak                                    | Patuanak                     | Saskatchewan              |
| CKB3   |      | Héliport Trail (Kootenay Boundary Regional Hospital) | Trail                        | Colombie-Britannique      |
| CKB4   |      | Hydroaérodrome Otter Lake                            | Otter Lake                   | Saskatchewan              |
| CKB5   |      | Hydroaérodrome Sandy Bay                             | Sandy Bay                    | Saskatchewan              |
| CKB6   | YAX  | Aéroport Angling Lake/Wapekeka                       | Wapekeka                     | Ontario                   |
| CKB7   |      | Aéroport Roblin                                      | Roblin                       | Manitoba                  |
| CKB8   |      | Aéroport Silver Falls                                | Silver Falls                 | Manitoba                  |
| CKB9   |      | Hydroaérodrome Shoal Lake                            | Shoal Lake                   | Manitoba                  |
| CKC2   |      | Hydroaérodrome Points North Landing                  | Points North Landing         | Saskatchewan              |
| CKC3   |      | Hydroaérodrome The Pas/Grace Lake                    | The Pas                      | Manitoba                  |
| CKC4   |      | Héliport Calgary/K. Coffey Residence                 | Calgary                      | Alberta                   |
| CKC5   |      | Hydroaérodrome Selkirk                               | Selkirk                      | Manitoba                  |
| CKC6   |      | Aéroport Lanigan                                     | Lanigan                      | Saskatchewan              |
| CKC7   |      | Aéroport Rockglen                                    | Rockglen                     | Saskatchewan              |
| CKC8   |      | Aérodrome Somerset                                   | Somerset                     | Manitoba                  |
| CKC9   |      | Aéroport Pangman                                     | Pangman                      | Saskatchewan              |
| CKD2   |      | Aéroport Porcupine Plain                             | Porcupine Plain              | Saskatchewan              |
| CKD3   |      | Hydroaérodrome Lynn Lake (Eldon Lake)                | Lynn Lake                    | Manitoba                  |
| CKD5   |      | Aéroport Kipling                                     | Kipling                      | Saskatchewan              |
| CKD6   |      | Hydroaérodrome Thompson                              | Thompson                     | Manitoba                  |
| CKD7   |      | Aéroport Roland (Graham Field)                       | Roland                       | Manitoba                  |
| CKD8   |      | Aérodrome Kirkfield/Balsam Lake                      | Kirkfield                    | Ontario                   |
| CKD9   |      | Aéroport Slate Falls                                 | Slate Falls                  | Ontario                   |
| CKE2   |      | Aéroport Quill Lake                                  | Quill Lake                   | Saskatchewan              |
| CKE4   |      | Hydroaérodrome Pelican Narrows                       | Pelican Narrows              | Saskatchewan              |
| CKE5   |      | Hydroaérodrome Sandy Lake                            | Sandy Lake                   | Ontario                   |
| CKE6   |      | Hydroaérodrome Thunder Bay                           | Thunder Bay                  | Ontario                   |
| CKE8   |      | Aérodrome Unity                                      | Unity                        | Saskatchewan              |
| CKE9   |      | Héliport Nipigon (District Memorial Hospital)        | Nipigon                      | Ontario                   |
| CKF2   |      | Aéroport Radville                                    | Radville                     | Saskatchewan              |
| CKF3   |      | Héliport Atikokan (General Hospital)                 | Atikokan                     | Ontario                   |
| CKF4   |      | Aéroport Goodsoil                                    | Goodsoil                     | Saskatchewan              |
| CKF5   |      | Hydroaérodrome Kashabowie/Upper Shebandowan Lake     | Kashabowie                   | Ontario                   |
| CKF6   |      | Aéroport MacGregor                                   | MacGregor                    | Manitoba                  |
| CKF7   |      | Héliport Sioux Lookout                               | Sioux Lookout                | Ontario                   |
| CKF8   |      | Aérodrome Cookstown/Kirby Field                      | Cookstown                    | Ontario                   |
| CKF9   |      | Aéroport De Lesseps Lake                             | De Lesseps Lake              | Ontario                   |
| CKG2   |      | Aéroport Riverton                                    | Riverton                     | Manitoba                  |
| CKG4   |      | Hydroaérodrome Pickle Lake                           | Pickle Lake                  | Ontario                   |
| CKG5   |      | Aéroport Manitou                                     | Manitou                      | Manitoba                  |
| CKG6   |      | Hydroaérodrome Uranium City                          | Uranium City                 | Saskatchewan              |
| CKG8   |      | Aéroport Kakabeka Falls                              | Kakabeka Falls               | Ontario                   |
| CKH2   |      | Aéroport Rocanville                                  | Rocanville                   | Saskatchewan              |
| CKH3   |      | Aéroport Debden                                      | Debden                       | Saskatchewan              |
| CKH4   |      | Hydroaérodrome Pikangikum                            | Pikangikum                   | Ontario                   |
| CKH5   |      | Héliport Killam (Health Centre)                      | Killam                       | Alberta                   |
| CKH6   |      | Hydroaérodrome Vermilion Bay                         | Vermilion Bay                | Ontario                   |
| CKH8   |      | Aéroport Lumsden (Colhoun)                           | Lumsden                      | Saskatchewan              |
| CKH9   |      | Héliport Kelowna (Hôpital Gen)                       | Kelowna                      | Colombie-Britannique      |
| CKJ2   |      | Aéroport Rosenort                                    | Rosenort                     | Manitoba                  |
| CKJ3   |      | Hydroaérodrome McGavock Lake                         | McGavock Lake                | Manitoba                  |
| CKJ5   |      | Hydroaérodrome Silver Falls                          | Silver Falls                 | Manitoba                  |
| CKJ7   |      | Aéroport Starbuck                                    | Starbuck                     | Manitoba                  |
| CKJ8   |      | Aéroport Molson Lake                                 | Molson Lake                  | Manitoba                  |
| CKJ9   |      | Aéroport Lemberg                                     | Lemberg                      | Saskatchewan              |
| CKK2   |      | Aéroport St. Brieux                                  | St. Brieux                   | Saskatchewan              |
| CKK3   |      | Aéroport Coronach/Scobey Border Station              | Coronach                     | Saskatchewan              |
| CKK4   |      | Aéroport Estevan (South)                             | Estevan                      | Saskatchewan              |
| CKK6   |      | Hydroaérodrome Wabowden                              | Wabowden                     | Manitoba                  |
| CKK7   |      | Aéroport Steinbach (South)                           | Steinbach                    | Manitoba                  |
| CKK8   |      | Hydroaérodrome Staunton Lake                         | Staunton Lake                | Ontario                   |
| CKL2   |      | Aéroport Selkirk                                     | Selkirk                      | Manitoba                  |
| CKL3   | WNN  | Aéroport Wunnummin Lake                              | Wunnummin Lake               | Ontario                   |
| CKL5   |      | Aéroport Shoal Lake                                  | Shoal Lake                   | Manitoba                  |
| CKL6   |      | Aéroport Little Bear Lake                            | Little Bear Lake             | Saskatchewan              |
| CKL8   |      | Héliport Upsala                                      | Upsala                       | Ontario                   |
| CKL9   |      | Aéroport Regina Beach                                | Regina Beach                 | Saskatchewan              |
| CKM3   |      | Héliport CFB Shilo                                   | Shilo                        | Manitoba                  |
| CKM4   |      | Aéroport Jan Lake                                    | Jan Lake                     | Saskatchewan              |
| CKM5   |      | Hydroaérodrome Snow Lake                             | Snow Lake                    | Manitoba                  |
| CKM6   |      | Aéroport Easterville                                 | Easterville                  | Manitoba                  |
| CKM7   |      | Héliport Thompson                                    | Thompson                     | Manitoba                  |
| CKM8   |      | Aéroport Opapimiskan Lake                            | Opapimiskan Lake             | Ontario                   |
| CKM9   |      | Héliport Kentville (Camp Aldershot)                  | Kentville                    | Nouvelle-Écosse           |
| CKN5   |      | Aéroport Fillmore                                    | Fillmore                     | Saskatchewan              |
| CKN6   |      | Hydroaérodrome Armstrong/Waweig Lake                 | Armstrong                    | Ontario                   |
| CKN8   |      | Aéroport Nekweaga Bay                                | Nekweaga Bay                 | Saskatchewan              |
| CKN9   |      | Héliport CFB Shilo (Flewin Field)                    | Shilo                        | Manitoba                  |
| CKP2   |      | Aéroport Spring Valley (North)                       | Spring Valley                | Saskatchewan              |
| CKP3   |      | Hydroaérodrome Minaki/Pistol Lake                    | Minaki                       | Ontario                   |
| CKP4   |      | Aérodrome Kirkfield (Palestine)                      | Kirkfield                    | Ontario                   |
| CKP4   |      | Hydroaérodrome Pukatawagen                           | Pukatawagan                  | Manitoba                  |
| CKP5   |      | Hydroaérodrome Southend                              | Southend                     | Saskatchewan              |
| CKP6   |      | Hydroaérodrome Round Lake (Weagamow Lake)            | Round Lake                   | Ontario                   |
| CKP7   |      | Héliport Kapuskasing (Sensenbrenner Hospital)        | Kapuskasing                  | Ontario                   |
| CKP8   |      | Hydroaérodrome Obre Lake/North of Sixty              | North of Sixty Fishing Camps | Territoires du Nord-Ouest |
| CKQ2   |      | Aéroport Squaw Rapids                                | Squaw Rapids                 | Saskatchewan              |
| CKQ3   | YNO  | Aéroport North Spirit Lake                           | North Spirit Lake            | Ontario                   |
| CKQ4   |      | Hydroaérodrome Rainy River                           | Rainy River                  | Ontario                   |
| CKQ5   |      | Aéroport Lucky Lake                                  | Lucky Lake                   | Saskatchewan              |
| CKQ6   |      | Aéroport Erickson Municipal                          | Erickson Muni                | Manitoba                  |
| CKQ7   |      | Aéroport Vermilion Bay                               | Machin                       | Ontario                   |
| CKQ8   |      | Aéroport McArthur River                              | McArthur River               | Saskatchewan              |
| CKQ9   |      | Aéroport Pine Dock/Jack Pine Resort Ltd              | Pine Dock                    | Manitoba                  |
| CKR4   |      | Aéroport Lundar                                      | Lundar                       | Manitoba                  |
| CKR7   |      | Aéroport Virden (Gabrielle Farm)                     | Virden                       | Manitoba                  |
| CKR9   |      | Aéroport Outlook                                     | Outlook                      | Saskatchewan              |
| CKS2   |      | Hydroaérodrome Kennisis Lake                         | Kennisis Lake                | Ontario                   |
| CKS4   |      | Hydroaérodrome Red Lake                              | Red Lake                     | Ontario                   |
| CKS7   |      | Aéroport Wadena                                      | Wadena                       | Saskatchewan              |
| CKS8   |      | Aéroport Cree Lake (Crystal Lodge)                   | Cree Lake                    | Saskatchewan              |
| CKS9   |      | Aéroport Kincardine/Shepherd's Landing               | Kincardine                   | Ontario                   |
| CKT3   |      | Hydroaérodrome Nestor Falls                          | Nestor Falls                 | Ontario                   |
| CKT4   |      | Hydroaérodrome Red Sucker Lake                       | Red Sucker Lake              | Manitoba                  |
| CKT7   |      | Aéroport Wakaw                                       | Wakaw                        | Saskatchewan              |
| CKT8   |      | Hydroaérodrome Pine Dock                             | Pine Dock                    | Manitoba                  |
| CKU2   |      | Aéroport Treherne                                    | Treherne                     | Manitoba                  |
| CKU3   |      | Hydroaérodrome Nipawin                               | Nipawin                      | Saskatchewan              |
| CKU4   |      | Aéroport Cut Knife                                   | Cut Knife                    | Saskatchewan              |
| CKU5   |      | Aéroport Imperial                                    | Imperial                     | Saskatchewan              |
| CKU6   |      | Aéroport Grenfell                                    | Grenfell                     | Saskatchewan              |
| CKU7   |      | Aéroport Watrous                                     | Watrous                      | Saskatchewan              |
| CKV2   |      | Aéroport Kelvington                                  | Kelvington                   | Saskatchewan              |
| CKV3   |      | Héliport Dryden Best Western                         | Dryden                       | Ontario                   |
| CKV4   | YDW  | Aéroport Obre Lake/North of Sixty                    | North of Sixty Fishing Camps | Territoires du Nord-Ouest |
| CKV5   |      | Hydroaérodrome Stewart Lake                          | Stewart Lake                 | Ontario                   |
| CKV6   |      | Aéroport Churchbridge                                | Churchbridge                 | Saskatchewan              |
| CKV7   |      | Aéroport Wawota                                      | Wawota                       | Saskatchewan              |
| CKV8   |      | Héliport Kentville (Valley Regional Hospital)        | Kentville                    | Nouvelle-Écosse           |
| CKV9   |      | Héliport Fort Vermilion/Country Gardens B&B          | Fort Vermilion               | Alberta                   |
| CKW3   |      | Hydroaérodrome Nestor Falls/Sabaskong Bay            | Nestor Falls                 | Ontario                   |
| CKW5   |      | Hydroaérodrome Stony Rapids                          | Stony Rapids                 | Saskatchewan              |
| CKW6   |      | Aéroport Davin Lake                                  | Davin Lake                   | Saskatchewan              |
| CKW8   |      | Hydroaérodrome Knee Lake                             | Knee Lake                    | Manitoba                  |
| CKX2   |      | Aéroport Warren/Woodlands                            | Warren                       | Manitoba                  |
| CKX4   |      | Aéroport Fisher Branch                               | Fisher Branch                | Manitoba                  |
| CKX5   |      | Aérodrome Dinsmore                                   | Dinsmore                     | Saskatchewan              |
| CKX8   |      | Aéroport Big River                                   | Big River                    | Saskatchewan              |
| CKY2   |      | Aéroport Whitewood                                   | Whitewood                    | Saskatchewan              |
| CKY3   |      | Hydroaérodrome Norway House                          | Norway House                 | Manitoba                  |
| CKY8   |      | Aéroport Cochrane/Arkayla Springs                    | Cochrane                     | Alberta                   |
| CKZ3   |      | Aéroport Elk Island                                  | Elk Island                   | Manitoba                  |
| CKZ6   |      | Aéroport Crystal City-Pilot Mound/Louise Municipal   | Crystal City                 | Manitoba                  |
| CKZ7   |      | Aéroport Winkler                                     | Winkler                      | Manitoba                  |